# Cruet
Cruet – miejscowość i gmina we Francji, w regionie Owernia-Rodan-Alpy, w departamencie Sabaudia. 
Według danych na rok 1990 gminę zamieszkiwały 823 osoby, a gęstość zaludnienia wynosiła 82 osób/km² (wśród 2880 gmin regionu Rodan-Alpy Cruet plasuje się na 889. miejscu pod względem liczby ludności, natomiast pod względem powierzchni na miejscu 1118.). 
Przez gminę przepływa rzeka Isère. 

## Zabytki
W Cruet znajduje się zabytkowe domostwo Grangerie de Lourdens z XVIII wieku należące do majątku Kartuzów obecnych na tych terenach już od XIII wieku. 